# Episodi de I Simpson (trentaquattresima stagione)
La trentaquattresima stagione de I Simpson è andata in onda negli Stati Uniti d'America dal 25 settembre 2022 al 21 maggio 2023 su Fox. 
In Italia è stata trasmessa dal 18 settembre al 31 ottobre 2023 su Italia 1.
Da questa stagione Enzo Avolio, doppiatore dello chef Luigi Risotto, di Lou e del Reverendo Lovejoy viene sostituito rispettivamente da Oreste Baldini, Enrico Di Troia e Tony Sansone. 
L'episodio Le avventure di Homer attraverso il parabrezza è il 750º della serie.
| N° | Codice di produzione | Titolo italiano                                | Titolo originale                               | Prima TV USA      | Prima TV Italia   |
| -- | -------------------- | ---------------------------------------------- | ---------------------------------------------- | ----------------- | ----------------- |
| 1  | UABF16               | Habeas testudo                                 | Habeas Tortoise                                | 25 settembre 2022 | 18 settembre 2023 |
| 2  | UABF19               | La parola alla giurata Lisa                    | One Angry Lisa                                 | 2 ottobre 2022    | 19 settembre 2023 |
| 3  | UABF21               | Lisa il boy scout                              | Lisa the Boy Scout                             | 9 ottobre 2022    | 20 settembre 2023 |
| 4  | UABF20               | Il re della gentilezza                         | The King of Nice                               | 16 ottobre 2022   | 21 settembre 2023 |
| 5  | UABF17               | Non It                                         | Not It                                         | 23 ottobre 2022   | 31 ottobre 2023   |
| 6  | UABF18               | La paura fa novanta XXXIII                     | Treehouse of Horror XXXIII                     | 30 ottobre 2022   | 30 ottobre 2023   |
| 7  | OABF01               | Dalla birra alla paternità                     | From Beer of Paternity                         | 13 novembre 2022  | 22 settembre 2023 |
| 8  | UABF22               | Fratellastro di un altro pianeta               | Step Brother from the Same Planet              | 20 novembre 2022  | 25 settembre 2023 |
| 9  | OABF02               | Nelson ti presento Lisa                        | When Nelson Met Lisa                           | 27 novembre 2022  | 26 settembre 2023 |
| 10 | OABF03               | Non ci sono più i game di una volta            | Game Done Changed                              | 4 dicembre 2022   | 27 settembre 2023 |
| 11 | OABF04               | Top Goon                                       | Top Goon                                       | 11 dicembre 2022  | 28 settembre 2023 |
| 12 | OABF05               | La mia vita in un Vlog                         | My Life as a Vlog                              | 1º gennaio 2023   | 29 settembre 2023 |
| 13 | OABF06               | I molti santi di Springfield                   | The Many Saints of Springfield                 | 19 febbraio 2023  | 2 ottobre 2023    |
| 14 | OABF07               | Carl Carlson di nuovo in sella                 | Carl Carlson Rides Again                       | 26 febbraio 2023  | 3 ottobre 2023    |
| 15 | OABF08               | Senza Bart                                     | Bartless                                       | 5 marzo 2023      | 4 ottobre 2023    |
| 16 | OABF09               | L’ostile mondo di Kirk                         | Hostile Kirk Place                             | 12 marzo 2023     | 5 ottobre 2023    |
| 17 | OABF10               | Una pupa tra i birilli                         | Pin Gal                                        | 19 marzo 2023     | 6 ottobre 2023    |
| 18 | OABF11               | Guerra di fan-iglia                            | Fan-ily Feud                                   | 23 aprile 2023    | 9 ottobre 2023    |
| 19 | OABF12               | Episodio da cancellare                         | Write Off This Episode                         | 30 aprile 2023    | 10 ottobre 2023   |
| 20 | OABF14               | I piccoli bruchi Maisazi                       | The Very Hungry Caterpillars                   | 7 maggio 2023     | 11 ottobre 2023   |
| 21 | OABF15               | Clown contro scuola pubblica                   | Clown V. Board of Education                    | 14 maggio 2023    | 12 ottobre 2023   |
| 22 | OABF13               | Le avventure di Homer attraverso il parabrezza | Homer's Adventure Through the Windshield Glass | 21 maggio 2023    | 13 ottobre 2023   |

## Habeas testudo
- Titolo Originale: Habeans Tortoise
- Sceneggiatura: Matt Groening
- Regia: Matt Groening
- Messa in onda originale: 25 settembre 2022
- Messa in onda italiana: 18 settembre 2023

Quando Homer si ritrova pubblicamente umiliato ancora una volta, cerca rifugio in un gruppo online che risolve il mistero dietro una tartaruga scomparsa dallo zoo di Springfield. Tuttavia, questo lo porta a scoprire qualcosa di molto più oscuro di quanto si aspettasse inizialmente.
- Guest star: Joe Mantegna (voce di Tony Ciccione), Jay Pharoah
- Frase alla lavagna: assente
- Gag del divano: Gioco dei dinosauri

## La parola alla giurata Lisa
- Titolo Originale: One Angry Lisa
- Sceneggiatura: Matt Groening
- Regia: Matt Groening
- Messa in onda originale: 2 ottobre 2022
- Messa in onda Italiana: 19 settembre 2023

Marge  decide di unirsi a un gruppo di cyclette, si infatua lentamente del suo istruttore Jesse, cosa che fa infuriare Homer. Nel frattempo, Lisa viene convocata come giuria e scopre quanto sia errato il processo in tribunale.
- Guest star: Jane Kaczmarek, Joe Mantegna (voce di Tony Ciccione), Daniel Craig (voce di Jesse)
- Frase alla lavagna: assente
- Gag del divano: La famiglia Simpson è seduta sul divano con Homer a bere, quando all'improvviso il tappeto diventa un vortice che li divora. La famiglia insieme ad altri oggetti iniziano a girare nel tornado, con gli occhi di Homer che diventano tutti storditi, finché il tornado non rallenta e inizia a correrci sopra, quindi utilizzando tappeti più piccoli come skateboard. Il tappeto quindi inizia a farli uscire dalla bocca di Homer. Quando tornano al divano, quest'ultimo sorseggia il drink, il tappeto si ribalta e poi Homer rutta.

## Lisa il boy scout
- Titolo Originale: Lisa the boy scout
- Regia: Matt Groening
- Sceneggiatura: Matt Groening
- Messa in onda originale: 9 ottobre 2022
- Messa in onda italiana: 20 settembre 2023

Bart si prepara per l'annuale raduno degli Scout, ma scopre che anche Lisa si è unita negli Scout e ha già ricevuto tre badge. All'improvviso, due hacker anonimi mascherati, gli "pseudo-anonimi" interrompono il programma per chiedere un riscatto mentre diffondono una serie di video de "I Simpson" che dovrebbero essere di dominio pubblico.
- Guest star: Anna Faris (voce dell'Hacker), Jeff Goldblum, Megan Mullally (voce di Sarah Winchester)
- Frase alla lavagna: assente
- Gag del divano: Parole che formano la scritta "Couch Gag"

## Il re della gentilezza
- Titolo Originale: The King Of Nice
- Regia: Matt Groening
- Sceneggiatura: Matt Groening
- Messa in onda originale: 16 ottobre 2022
- Messa in onda italiana: 21 settembre 2023

Marge lavora come "autore televisivo" per un talk show del daytime. Inizialmente trova il suo nuovo incarico molto appagante, ma poi cambia idea.
- Guest star: Drew Barrymore (voce di se stessa), Ranee Ridgeley (voce del dottor Wendy Sage), James Sie
- Frase alla lavagna: assente
- Gag del divano: assente

## Non It
- Titolo Originale: Not It
- Regia: Matt Groening
- Sceneggiatura: Matt Groening
- Messa in onda originale: 23 ottobre 2022
- Messa in onda italiana: 31 ottobre 2023

In questa parodia del film horror "It" del 2017, Homer da giovane e i suoi amici andranno da Krusto, una parodia di It e Krusty il clown.
- Guest star: assenti
- Frase alla lavagna: assente
- Gag del divano: assente

## La paura fa novanta XXXIII
- Titolo Originale: Treehouse Of Horror XXXIII
- Regia: Matt Groening
- Sceneggiatura: Matt Groening
- Messa in onda originale: 30 ottobre 2022
- Messa in onda italiana: 30 ottobre 2023

Kang e Kodos leggono un libro di tre talenti terrificanti nel tugurio del mago: "The Pookadook", parodia di The Babadook, "Death Tome", parodia di Death Note e "Simpsonsworld", parodia di Westworld.
- Frase alla lavagna: assente
- Gag del divano: assente

## Dalla birra alla paternità
- Titolo Originale: From Beer To Paternity
- Regia: Matt Groening
- Sceneggiatura: Rob Oliver
- Messa in onda originale: 13 novembre 2022

La birra Duff organizza un nuovo concorso per mascotte, quindi Duffman lotta per rimanere rilevante e dimostrare di non essere sessista usando una foto di Lisa con lui da un vecchio evento promozionale e sostenendo che è sua figlia. Quando Homer e Lisa affrontano Duffman, lui rivela di avere davvero una figlia separata di nome Amber. Quando Duffman nota quanto sia diventata intelligente Lisa, vede Homer come il padre definitivo e chiede il suo aiuto per riconnettersi con Amber e vincere la competizione.
- Guest star: John Roberts (voce di Linda Balcher), Hank William Jr. (cantante di "Canyonero")'Messa in onda italiana: 22 settembre 2023
- Guest star: Paul Brittain (voce di Brandon), Aubrey Plaza (voce di Ambra Duffman)
- Particolarità episodio: l'episodio è dedicato a David Davis, il marito di Julie Kavner
- Frase alla lavagna: assente
- Gag del divano: assente

## Fratellastro di un altro pianeta
- Titolo Originale: Step Brother From The Sam Planet
- Regia: Matt Groening
- Sceneggiatura: Rob Oliver
- Messa in onda originale: 20 novembre 2022
- Messa in onda italiana: 25 settembre 2023

Il nonno Abraham Simpson va a vivere a casa della sua nuova fidanzata, Blythe, madre di un figlio adottivo di 11 anni. Homer si trova così ad avere un fratellastro.
- Guest star: Carol Kane (voce di Blythe), Melissa McCarthy (voce di Calvin)
- Frase alla lavagna: assente
- Gag del divano: assente

## Nelson ti presento Lisa
- Titolo Originale: When Nelson Met Lisa
- Regia: Matt Groening
- Sceneggiatura: Steven Dean Moore
- Messa in onda originale: 27 novembre 2022
- Messa in onda italiana: 26 settembre 2023

Sulla falsariga di "Harry ti presento Sally", seguiamo la storia di Nelson e Lisa dal loro incontro in età da college.
- Guest star: Simu Liu (voce di Hubert Wong da adulto), Natasha Lyonne (voce di Sophie Krustofsky), Jackie Mason (voce di Rabbi Krustofsky)
- Frase alla lavagna: assente
- Gag del divano: assente

## Non ci sono più i game di una volta
- Titolo Originale: Game Done Changed
- Regia: Matt Groening
- Sceneggiatura: Timothy Bailey
- Messa in onda originale: 4 dicembre 2022
- Messa in onda italiana: 27 settembre 2023

Bart e Milhouse scoprono un glitch in un videogame (parodia di Roblox) che permette di guadagnare molti Bobux, la valuta del gioco, convertibile in veri soldi.
- Guest star: Montse Hernandez (voce di Astrid)
- Frase alla lavagna: assente
- Gag del divano: assente

## Top Goon
- Titolo Originale: Top Goon
- Regia: Matt Groening
- Sceneggiatura: Chris Clements
- Messa in onda originale: 11 dicembre 2022
- Messa in onda italiana: 28 settembre 2023

Boe si ritrova ad allenare una squadra di Hockey giovanile dove Bart è il giocatore più bravo.
- Guest star: Will Forte, Stu Grimson (voce di se stesso)
- Frase alla lavagna: assente
- Gag del divano: assente

## La mia vita in un Vlog
- Titolo Originale: My Life As A Vlog
- Regia: Matt Groening
- Sceneggiatura: Debbie Bruce Mahan
- Messa in onda originale: 1 gennaio 2023
- Messa in onda italiana: 29 settembre 2023

Attraverso una serie di video di YouTube vengono rivelati gli alti e bassi della presenza dei Simpson sui social media.
- Guest star: Micheal Rapaport (voce di Mike Wegman), Bob the drag queen (voce di se stessa), Monet X Change (voce di se stessa)
- Particolarità episodio: Questo episodio è stato dedicato a Chris Ledesma, l'editore musicale di lunga data della serie.
- Frase alla lavagna: assente
- Gag del divano: assente

## I molti santi di Springfield
- Titolo Originale:  The Many Saints of Springfield
- Sceneggiatura: Bob Anderson
- Regia: Matt Groening
- Messa in onda originale: 19 febbraio 2023
- Messa in onda italiana: 2 ottobre 2023

Quando Ned Flanders attraversa un periodo difficile, Tony Ciccione gli fa un'offerta che non può rifiutare. Ma quando Flanders si rende conto di aver accidentalmente collaborato con la mafia e vuole che la relazione finisca,Tony Ciccione avverte minacciosamente che c'è solo un modo perché ciò accada.
- Guest star: Paul Fusco nel ruolo di ALF, Kipp Lennon nel ruolo del cantante italoamericano, Joe Mantegna nel ruolo di Tony Ciccione.
- Frase alla lavagna:  assente
- Gag del divano: assente
- Particolarità episodio: L'episodio in questione è dedicato a David Crosby.

## Carl Carlson di nuovo in sella
- Titolo Originale:  Carl Carlson Rides Again
- Sceneggiatura: Mike Frank Polcino
- Regia: Matt Groening
- Messa in onda originale: 26 febbraio 2023
- Messa in onda italiana: 3 ottobre 2023

Carl si innamora di una donna di nome Naima. Dopo che i suoi tentativi di impressionarla durante un appuntamento rovinano la serata, Carl decide di riflettere su sé stesso e di scoprirne di più sulle origini della sua famiglia. Poi passa allo spettacolo Finding Your Roots e scopre di far parte di una lunga stirpe di cowboy.
- Guest star: John Autry II (nel ruolo del monaco Murphy), Henry Louis Gates Jr. (nel ruolo di sé stesso).
- Frase alla lavagna: assente
- Gag del divano: assente

## Senza Bart
- Titolo Originale: Bartless
- Regia: Matt Groening
- Sceneggiatura:  Rob Oliver
- Messa in onda originale: 5 marzo 2023
- Messa in onda italiana: 4 ottobre 2023

In un sogno, Homer e Marge Simpson vivono una vita in cui Bart non è mai nato, infatti hanno solo due figlie, ovvero Lisa e Maggie. Vivono in una casa grande, sereni e felici e la scuola elementare di Springfield ha un buona reputazione perché è frequentata da alunni modello. Un giorno arriva Bart, che si presenta come un bellissimo bambino orfano dopo essere stato cacciato via di casa brutalmente dai i suoi genitori violenti e i Simpson lo accolgono nella loro casa perché sono inteneriti da lui. Bart inizia subito a combinare un disastro dopo l'altro e Homer e Marge non vedono l'ora di liberarsene, così il ragazzo viene mandato in un orfanotrofio. Ben presto però si accorgono che senza di lui non sono più felici, infatti Lisa gli si era affezionata perché lui le aveva fatto scoprire i cartoni di Grattachecca & Fichetto, che la facevano ridere a crepapelle e anche Maggie era diventata triste. I Simpson capiscono così di amare Bart, ma adesso è perduto per sempre e piangono dicendo: "Noi amiamo Bart!". L'episodio finisce con Marge e Homer che si svegliano, si alzano dal letto e corrono subito ad abbracciare il loro figlio.
- Guest star: Kerry Washington (voce di Rayshelle Peyton)
- Frase alla lavagna: assente
- Gag del divano: assente

## L’ostile mondo di Kirk
- Titolo Originale: Hostile Kirk Place
- Sceneggiatura: Steven Dean Moore
- Regia: Matt Groening
- Messa in onda originale: 12 marzo 2023
- Messa in onda italiana: 5 ottobre 2023

Kirk Van Houten protesta contro gli insegnamenti impartiti alla Scuola Elementare di Springfield. Nel frattempo, Homer crea un redditizio prodotto commerciale per ripagare il suo debito da acquisto di prodotti commerciali.
- Guest star: Kerry Washington nel ruolo di Rayshelle Peyton, "Weird Al" Yankovic nel ruolo di se stesso
- Frase alla lavagna: assente
- Gag del divano: assente

## Una pupa tra i birilli
- Titolo Originale: Pin Gal
- Sceneggiatura: Chris Clements
- Regia: Matt Groening
- Messa in onda originale: 19 marzo 2023
- Messa in onda italiana: 6 ottobre 2023

Homer viene a sapere che un hipster di nome Terrence sta trasformando il Bowlarama di Barney in un punto di ritrovo alla moda. Chiede quindi all'hipster  di concedergli una settimana per dimostrare che il bowling è ancora popolare. Dopo che Homer convince una riluttante Marge a giocare a bowling, Terrence si offre di mantenere in vita il Bowlarama se Marge riuscirà a battere un avversario di sua scelta. Homer assume un allenatore per aiutare Marge e sceglie il francese Jacques, ignaro della loro precedente storia insieme .
- Guest star: Fred Armisen (Terrence), A. Brooks (Jacques)
- Frase alla lavagna: assente
- Gag del divano: Sul divano sono posizionate le bambole della famiglia Simpson. Un cane afferra la bambola Homer con la bocca e la mastica

## Guerra di fan-iglia
- Titolo Originale: Fen-ily Feud
- Sceneggiatura: Timothy Bailed
- Regia: Matt Groening
- Messa in onda originale: 23 aprile 2023
- Messa in onda italiana: 9 ottobre 2023

Homer insulta pubblicamente l'icona pop Ashlee Starling dopo che i suoi fan hanno interrotto una partita di baseball. Questo lo rende rapidamente il bersaglio della sua implacabile fanbase di cui Lisa è membro. Mentre la famiglia di Homer lo tradisce uno dopo l'altro, lui scopre presto che Starling non è l'unica pop star ad avere un'accanita fanbase.
- Guest star: Billy Eichner nel ruolo di Billy, Jade Novah nel ruolo di Ashlee Starling ed Echo
- Frase alla lavagna: assente
- Gag del divano: assente

## Episodio da cancellare
- Titolo Originale: Write Off This Episode
- Sceneggiatura: Matthew Nastuk
- Regia: Matt Groening
- Messa in onda originale: 30 aprile 2023
- Messa in onda italiana: 10 ottobre 2023

Marge e Lisa decidono di creare insieme un'organizzazione di beneficenza per aiutare i senzatetto locali. Mentre Lisa tenta di rendere la loro istituzione quanto più moralmente pulita e ideale possibile, Marge viene travolta dallo sfarzo e dal glamour di una raccolta fondi di alto profilo sponsorizzata dalle aziende, causando una spaccatura tra le due donne Simpson mentre le loro rispettive visioni si scontrano.
- Guest star: assente
- Frase alla lavagna: assente
- Gag del divano: assente

## I piccoli bruchi Maisazi
- Titolo Originale: The Very Hungry Caterpillars
- Sceneggiatura: Gabriel DeFrancesco
- Regia: Matt Groening
- Messa in onda originale: 7 maggio 2023
- Messa in onda italiana: 11 ottobre 2023

Springfield è in modalità isolamento quando un'infestazione di bruchi colpisce la città. Inizialmente, i Simpson intendono trascorrere la quarantena utilizzando un servizio di streaming. Dopo che Homer si è disconnesso accidentalmente dall'app a far rendere Bart e Lisa perdono la pazienza davanti a lui, ciascuno dei membri della famiglia parte per la propria avventura a casa. Homer e Marge cercano disperatamente di ottenere della salsa ranch dai Flanders, Bart lavora con i suoi amici attraverso video online per aiutare il preside Skinner a recuperare la trapunta della sua infanzia da suo cugino Peter, e Lisa immagina di rimpicciolirsi in dimensioni così da poter entrare nella casa delle bambole che le è stata regalata in anticipo per Natale.
- Guest star: Rob Lowe nel ruolo del cugino Peter
- Frase alla lavagna: assente
- Gag del divano: assente

## Clown contro scuola pubblica
- Titolo Originale: Clown V. Board Of Education
- Sceneggiatura: Lance Kremer
- Regia: Matt Groening
- Messa in onda originale: 14 maggio 2023
- Messa in onda italiana: 12 ottobre 2023

Quando Krusty scopre che quella del clown è una professione in via di estinzione, apre una scuola di clown per bambini. Bart si unisce e finalmente scopre l'amore per la scuola. Quando molti altri ragazzi seguono le sue orme, Krusty scopre presto che la sua nuova scuola non solo ha più successo di quanto immaginasse, ma è anche più gratificante a livello personale. Sfortunatamente, il suo successo vede Ciccione Tony e la mafia volerne una parte.
- Guest star: Joe Mantegna nel ruolo di Tony Ciccione
- Frase alla lavagna: assente
- Gag del divano: assente

## Le avventure di Homer attraverso il parabrezza
- Titolo Originale: Homer's Adventure Through the Windshield Glass
- Regia: Matt Groening
- Sceneggiatura: Bob Anderson
- Messa in onda originale: 21 maggio 2023
- Messa in onda italiana: 13 ottobre 2023

Dopo aver scoperto che Marge gli ha nascosto qualcosa, Homer si arrabbia così tanto che fa schiantare la sua macchina contro un idrante. Il tempo sembra rallentare mentre l'uomo si ritrova a volare attraverso il parabrezza dell'auto, dove una proiezione della sua psiche sotto forma di Goobie Woo, la bambola Happy Little Elf di Maggie, lo aiuta a riflettere sulla sua relazione con Marge.
- Guest star: Lizzo (voce di Goobie Woo e se stessa), Tim Robinson (voce di Mercer) e Bowen Yang (voce di Richard)
- Frase alla lavagna: Non cercherò di stipare 750 personaggi nei titoli di testa...
- Gag del divano: I Simpson entrano correndo e si siedono sul divano in una stanza piena di personaggi casuali. Homer chiede alla sua famiglia "Chi diavolo sono queste persone?".